# Norman Lykes House
Norman Lykes House, även kallat Circular Sun House, är ett enfamiljshus i stadsdelen Biltmore i Phoenix i Arizona i USA, som ritats av Frank Lloyd Wright. Det ligger vid kanten av parkområdet Phoenix Mountains Preserve.
Huset är Frank Lloyd Wrights sista verk. Det var inte färdigritat när Wright dog 1959, utan arbetet slutfördes av hans lärling John Rattenbury. Huset ritades som bostad för Norman och Aimee Lykes. Huset blev färdigbyggt 1967. John Rattenbury ritade också 1994 en utbyggnad.
Norman Lykes House ligger på en ökenplatå med utsikt över Palm Canyon. Det har likheter med Solomon R. Guggenheim Museum i New York med runda väggar och cirkulära huskroppar. 
En av de rundade yttermurarna omsluter en halvmånformad swimmingpool.

## Bildgalleri

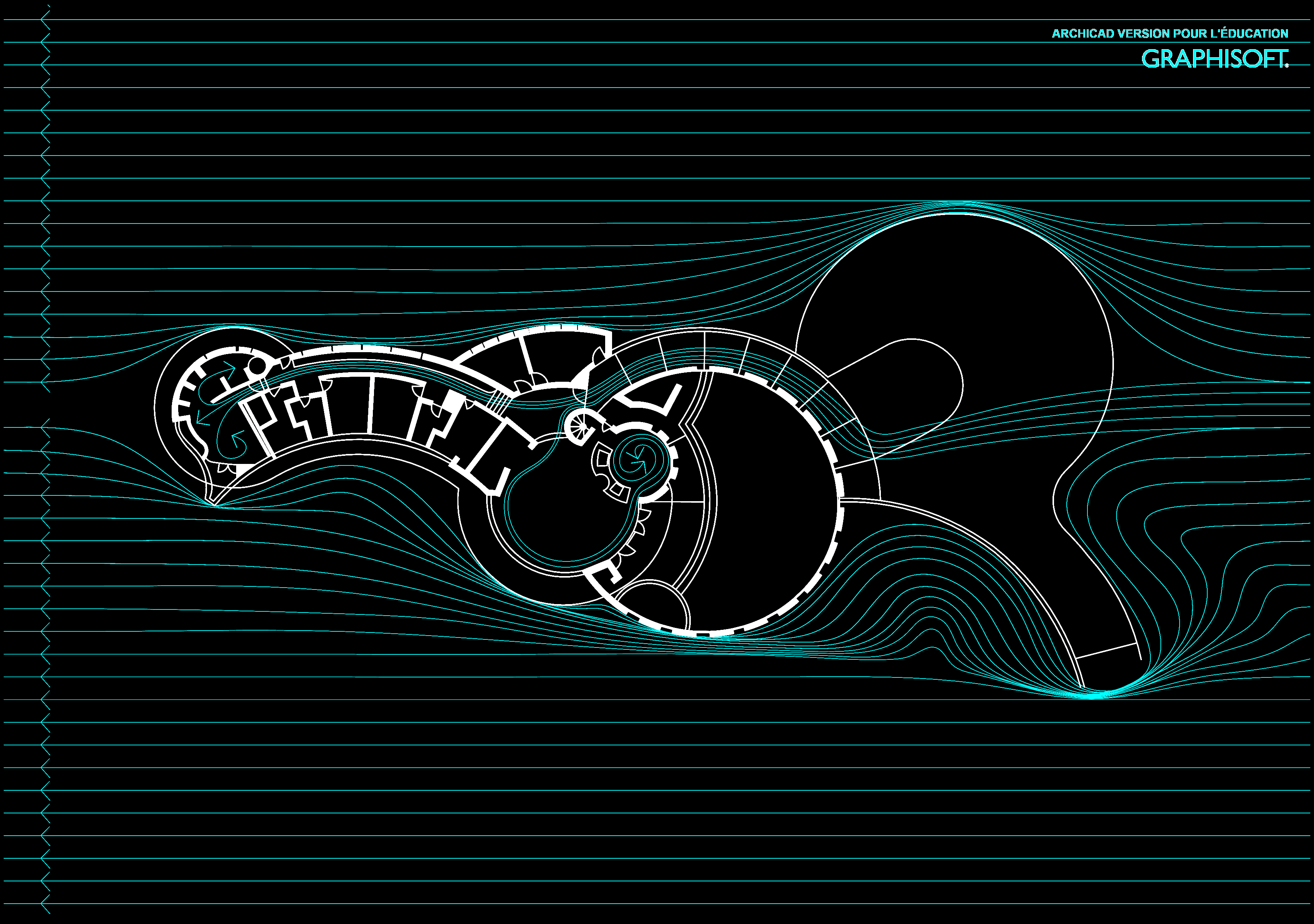
Skiss över planritning med inlägg av tänkta luftströmmar